# Восток Х Северозапад
| Оценки критиков | Оценки критиков        |
| Источник        | Оценка                 |
| --------------- | ---------------------- |
| Intermedia      | ссылка                 |
| Soyuz.Ru        | (положительная) ссылка |

Восток Х Северозапад (стилизованно под маюскул) — двенадцатый студийный альбом группы «Мумий Тролль», презентация которого состоялась 18 февраля 2018 года.

## Создание альбома
Как пояснил Илья Лагутенко, название альбома отображает курс, по которому движется группа «Мумий Тролль»: и места, из которых родом музыканты, и гастрольные маршруты.
Запись альбома проводилась в Лос-Анджелесе, в одной из студий телерадиовещания, которая по сути является частной коллекцией музыкальных инструментов. Работа велась в течение двух недель в формате «здесь и сейчас»: песни не имели демоверсий, музыка писалась при активной дискуссией музыкантов, во многом опираясь на интуицию.
На обложке Илья Лагутенко поправляет шляпу средним пальцем. Музыкант утверждает, что снимок был сделан спонтанно во время прогулки по городу с фотографом Эллиотом Ли Хейзелом.
Клип на сингл «Отв. за романтику» был создан в сотрудничестве с петербургской группой Little Big Production. В ролике, сделанном в стилистике фильмов 1980-х, Илья Лагутенко предстал в образе космического пирата Мумийтрона, желающего отомстить пришельцам за похищенную дочь (в этой роли задействована старшая дочь Ильи Виви). Видео было выложено на YouTube 1 августа 2017 и в первую же ночь набрало больше 300 тысяч просмотров.
Песню «Ой» Илья Лагутенко считает в некотором смысле продолжением сингла «Владивосток 2000», позволяющем взглянуть на неё иными глазами. Клипом на неё стало трэвел-видео американского аниматора Гэри Бесмана, снятое на айфон во Владивостоке во время его путешествия на фестиваль V-Rox. перед зрителем в кадре предстают приключения куклы Тоби.

## Список композиций
1. «Планы» — 4:26
2. «Отв. за романтику» — 3:57
3. «Милота» — 3:39
4. «Жимолость» — 7:13
5. «Не помню зачем» — 4:01
6. «Всё или ничего» — 4:09
7. «Летающая тарелка» — 4:41
8. «Ой» — 4:12
9. «Приоритеты» — 6:07
10. «Карты» — 3:03